# Адам Геллборг
Адам Геллборг (швед. Adam Hellborg, нар. 30 липня 1998, Кіруна, Швеція) — шведський футболіст, півзахисник клубу «Сіріус».

## Ігрова кар'єра

### Клубна
Адам Геллборг у 2013 році приєднався до футбольної академії клуба «Кальмар». У травні 2017 року він вперше потрапив до заявки команди на гру чемпіонату але на поле тоді він е вийшов. Дебют Геллборга у Аллсвенскан відюувся тільки у квітні наступного року у матчі проти «Мальме». 2019 рік футболіст провів в оренді у клубі «Оскарсгамн», що грає у третьому дивізіоні чемпіонату Швеції.
У грудні 2019 року Геллборг підписав контракт з клубом Аллсвенскан «Сіріус». У лютому 2020 року у турнірі Кубок Швеції Адам зіграв першу гру у новій команді.

## Особисте життя
Адам Геллборг народився у місті Кіруна на півночі Швеції і є представником народності саами.